# 五号渠乡
五号渠乡，是中华人民共和国新疆维吾尔自治区巴音郭楞蒙古自治州焉耆回族自治县下辖的一个乡镇级行政单位。

## 行政区划
五号渠乡下辖以下地区：
城郊社区、查汗渠村、阿伦渠村、头号渠村、上四号渠村、上五号渠村、中五号渠村、下五号渠村和下三号渠村。